# Czamsułwara Czamsułwarajew
Czamsułwara Czamsułwarajew (ros. Чамсулвара Багомедович Чамсулвараев, azer. Çamsulvara Çamsulvarayev; ur. 6 września 1984 roku w Machaczkale, zm. we wrześniu 2016 w Mosulu) – dargijski zapaśnik startujący w kategorii do 74 kg w stylu wolnym, reprezentant Rosji i (od 2007 roku) Azerbejdżanu. Do jego największych sukcesów należy mistrzostwo Europy z 2009 roku oraz wicemistrzostwo świata na turnieju w Herning w tym samym roku.
Pierwszy w Pucharze Świata w 2009 i drugi w 2010 roku.
Olimpijczyk z Pekinu 2008, gdzie zajął czternaste miejsce w kategorii 74 kg.
Zginął we wrześniu 2016 w Mosulu, gdzie związał się z tzw. Państwem Islamskim.